# Olga
Olga je ženské křestní jméno. Podle českého kalendáře má svátek 11. července.
Toto jméno je ženským protějškem jména Oleg. Je celosvětově velice oblíbené a má mnoho podob. Vedle Oliny, Olyony (Alyony), Oly i Olinky mezi ně patří i Helga. Základem tohoto původně severského jména je staroseverské slovo heilagr čili „svatý“ a jméno se většinou vysvětluje jako „přinášející spásu“. Další podoba je Helga.

## Statistické údaje
Následující tabulka uvádí četnost jména v Česku a pořadí mezi ženskými jmény ve srovnání roků, pro které jsou dostupné údaje MV ČR – lze z ní tedy vysledovat trend v užívání tohoto jména:
| Rok       | Četnost    | Pořadí   |
| 1999      | 41 944     | 37.      |
| 2002      | 41 131     | 38.      |
| Porovnání | o 813 méně | o 1 hůře |
| 2006      | 40 041     | 40.      |
| 2007      | 39 740     | 40.      |

Změna procentního zastoupení tohoto jména mezi žijícími ženami v Česku (tj. procentní změna se započítáním celkového úbytku žen v ČR za sledované tři roky 1999–2002) je -1,2 %.

## Domácí podoby
Olina, Olinka, Oli, Olča, Ola, Oluška

## Známé nositelky jména Olga
- Svatá Olga – kyjevská kněžna
- Oľga Adamčíková – slovenská herečka
- Olga Matušková (Blechová) – česká zpěvačka
- Olga Čuříková – televizní hlasatelka a televizní moderátorka
- Olga Fikotová – americká atletka českého původu, olympijská vítězka
- Olga Havlová – první manželka pana Václava Havla
- Olga Hepnarová – česká masová vražedkyně
- Olga Charvátová – česká sjezdová lyžařka
- Olga Kurylenko – modelka a herečka ukrajinského původu
- Olga Nikolajevna (1822) – velkokněžna Ruska, dcera ruského cara Mikuláše I., sňatkem württemberská královna
- Olga Nikolajevna (1895) – velkokněžna Ruska, dcera ruského cara Mikuláše II.
- Olga Konstantinovna Romanovová – ruská velkokněžna, řecká královna
- Olga Řecká – vévodkyně z Apulie
- Olga Scheinpflugová – česká herečka
- Olga Schoberová – česká herečka
- Olga Skálová – česká balerína
- Olga Sommerová – česká spisovatelka, scenáristka a režisérka
- Olga Tokarczuk – polská spisovatelka
- Olga Walló – česká dabingová režisérka a spisovatelka
- Olga Ptáčková-Macháčková – překladatelka

## Jiné Olgy
- Mount Olga – hora v přírodním útvaru Kata Tjuta v Austrálii

## Známé nositelky jména Helga
- Helga Čočková, česká herečka
- Helge Fross, německá socioložka
- Helga Arendtová (1948-1986), německá sprintérka
- Helga Daub, německá politička
- Helga Derneschová, rakouská mezzosopranistka
- Helga Einsele, německá kriminoložka
- Helga Hošková-Weissová, česká malířka
- Helga Hirsch, německá publicistka
- Helga Königsdorf, německá matematička a autorka
- Helga Kühn-Mengel, německý psychiatrička
- Helga Kuhse, australská filozofka
- Helga Liné, portugalsko-španělská herečka a cirkusová akrobatka
- Helga Lopez, německá politička
- Helga Schütz, německá autorka

## V názvech literárních děl
- Listy Olze (Karel Čapek Olze Scheinpflugové)
- Dopisy Olze (Václav Havel Olze Havlové / Ivanu Havlovi[1])
- Listy Oľge : Korešpondencia Júliusa Satinského a Oľgy Lajdovej (1962–1965) (2013)